# Lina Lancia
Lina Lancia, pseudonimo di Angelina Tonti (Roma, 25 ottobre 1932 – Santhià, 27 marzo 2010), è stata una cantante italiana.

## Biografia
Appassionata di canto sin da adolescente, inizia ad esibirsi con piccole orchestre presso alcune sale da ballo e in spettacoli di varietà. Viene scoperta dal maestro Arturo Strappini, che la fa debuttare dai microfoni di Radio Roma nel 1953, per passare successivamente con l'orchestra di Ernesto Nicelli, e quelle di William Galassini (nel 1954), e Piero Soffici, con il quale incide diversi dischi per varie case discografiche, tra cui Philips, Ricordi, Fonit Cetra, RCA.
Nel 1958 debutta in televisione in vari programmi musicali, per poi iniziare ad esibirsi in Grecia e in Spagna. Nel 1961 è tra le concorrenti del Festival di Zurigo, dopo il quale intraprende delle lunghe tournée in Europa e in Sudamerica.
Si è ritirata dalle scene nei primi anni settanta.
È morta il 27 marzo 2010 a 77 anni.

## Il doppiaggio canoro
Nel 1954 la Lancia firma un contratto con la produzione Ponti De Laurentiis per doppiare le parti canore di varie attrici italiane non particolarmente intonate, con interventi preregistrati e in sala di doppiaggio. Canta al posto di Sophia Loren, Antonella Lualdi, Silvana Pampanini, Marisa Allasio, Lea Padovani, Diana Dors in La ragazza del Palio, Tamara Lees e altre. Questo suo oscuro lavoro non appare quasi mai nei titoli di coda dei rispettivi film.

## Filmografia
- L'ultimo amante, regia di Mario Mattoli (1955), cantante
- Donne, amore e matrimoni, regia di Roberto Bianchi Montero (1956)
- Orizzonte infuocato, regia di Roberto Bianchi Montero (1957)
- La Pica sul Pacifico, regia di Roberto Bianchi Montero (1959)